# Psiloderces coronatus
Psiloderces coronatus là một loài nhện trong họ Ochyroceratidae. Loài này phân bố ở Java.